# Euphorbia capansa
Euphorbia capansa là một loài thực vật có hoa trong họ Đại kích. Loài này được Ducke mô tả khoa học đầu tiên năm 1938.